# Axel von Freytagh-Loringhoven
Axel von Freytagh-Loringhoven, född 1878, död 1942, var en tysk jurist och politiker.
von Freytagh-Loringhoven föddes i Livland, var under första världskriget professor i Jaroslavl och Dorpat och från 1918 i Breslau. Han blev 1924 medlem av tyska riksdagen som tysknationell och nära medarbetare till Alfred Hugenberg samt motståndare till Gustav Stresemanns utrikespolitik. Bland hans skrifter märks Die Weimarer Verfassung in Lehre und Wirklichkeit (1924) Deutschnationale Volkspartei (1931) och Deutschlands Aussenpolitik 1933–39 (1939).